# Nozizwe Madlala-Routledge
Vous lisez un « bon article » labellisé en 2016.
Pour les articles homonymes, voir Madlala et Routledge.
Nozizwe Madlala-Routledge, née le 29 juin 1952, est une femme politique sud-africaine. De culture zouloue, elle devient membre du Mouvement de conscience noire, puis du Congrès national africain (ANC) et du Parti communiste sud-africain. Elle s'engage dans le combat contre l'apartheid, puis participe aux travaux de transition vers un régime démocratique multiracial.
Devenue députée au Parlement sud-africain, elle est nommée en 1999 ministre adjointe de la Défense, bien que pacifiste, puis, en avril 2004, vice-ministre déléguée de la Santé. Elle est surtout connue, dans cette fonction, pour son combat contre le SIDA en Afrique du Sud et pour avoir résisté au déni par le président Thabo Mbeki de la gravité de la situation. À la suite de ces désaccords avec le président sud-africain sur l'importance de la pandémie et de ses déclarations sur la politique de santé nécessaire pour y répondre, elle est limogée en août 2007.

## Biographie

### Jeunesse
Fille d'une institutrice, née à Umzumbe, à l'époque située dans la province du Natal, elle est élevée par sa mère célibataire, et vit durant sa petite enfance dans une hutte de terre cuite. Elle est d'une famille zouloue, comme l'indique son nom de naissance, Madlala,. Après un passage dans des établissements primaires et secondaires, elle commence des études supérieures avec une première année de formation médicale à l'université du Natal, puis privilégie un parcours scientifique à l'université de Fort Hare, un établissement qui compte Nelson Mandela parmi ses anciens élèves, et qui a la particularité d'accueillir depuis sa création des étudiants noirs,.

### Refus de l'apartheid
Elle milite très tôt au Mouvement de conscience noire : « Steve Biko m'a prise sous son aile », confie-t-elle ultérieurement. Durant cette période, le gouvernement blanc d'Afrique du Sud applique la politique d'apartheid. En 1972, Nozizwe Madlala est expulsée de l'université de Fort Hare pour s'être ralliée à un mouvement de protestation étudiant et, quand l'administration de l'école lui propose d'être réadmise si elle présente ses excuses, elle refuse, sacrifiant ses ambitions à ses principes,.
Elle reprend des études de technicienne de laboratoire tout en travaillant. Au milieu des années 1970, le pays est en proie à la montée de la violence politique et de la répression policière. En 1976, les émeutes de Soweto éclatent. Le Mouvement de conscience noire est à l'origine de ces émeutes, mais il est décapité l'année suivante par la mort de son chef, Steve Biko. L'émotion causée par cette mort conduit le conseil de sécurité des Nations unies à imposer pour la première fois des sanctions obligatoires contre l'Afrique du Sud. En 1980, Nozizwe Madlala prend un emploi dans un laboratoire de l'hôpital de Durban. Elle est à la fois consternée par l'impact de l'apartheid sur les populations noires et fascinée par l'évolution de la médecine sous l'infuence des apports scientifiques. Elle adhère au Congrès national africain (ANC) et au Parti communiste sud-africain. Elle est emprisonnée plusieurs fois pour son militantisme politique. Durant l'une de ses détentions, elle est placée en isolement pendant un an.
La fin des années 1980 voit, dans sa région d'origine, des affrontements entre les partisans de l'Inkhata, dirigés par Mangosuthu Buthelezi, prônant un séparatisme territorial et les militants du Congrès national africain (ANC), dont elle fait partie. En 1989, elle se marie avec Jeremy Routledge, directeur du [[Société religieuse des Amis|Quaker]] Peace Centre.

### Participation à la transition démocratique

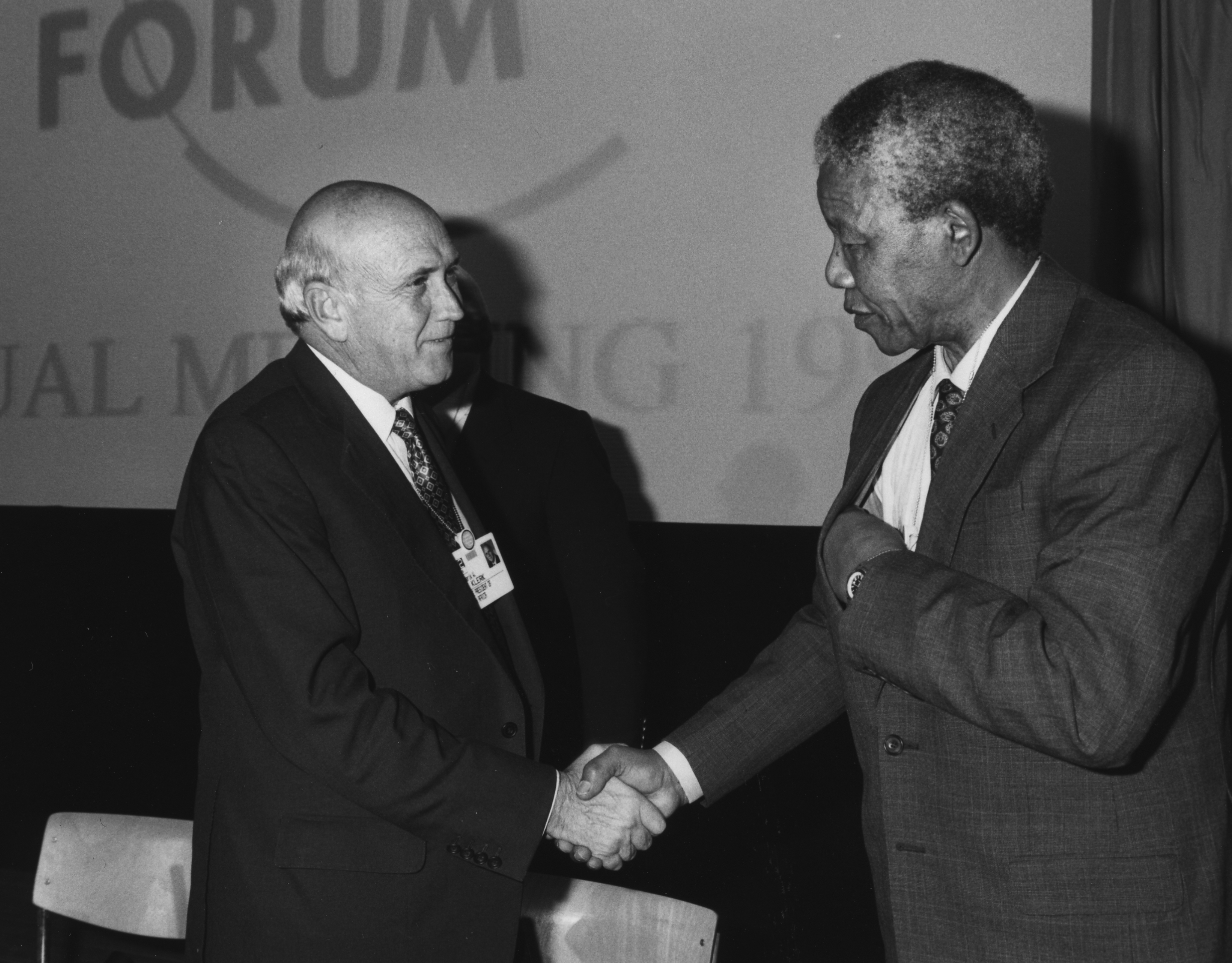
Frederik de Klerk et Nelson Mandela dans les années 1990.

Les années 1990 sont un tournant dans l'histoire de l'Afrique du Sud. Nelson Mandela est libéré en février 1990. Frederik de Klerk, grâce à la médiation de Mandela, négocie avec l'ANC une transition pacifique vers un régime démocratique multiracial, avec des garanties pour la population blanche. Nozizwe Madlala-Routledge tente de fédérer les femmes dans un mouvement de masse, The Women's National Coalition, pour défendre leurs droits dans le cadre de la future Afrique du Sud,. Membre d'une délégation du KwaZulu-Natal, elle participe également aux négociations sur le démantèlement de l'apartheid en Afrique du Sud, au sein de la Convention pour une Afrique du Sud démocratique (CODESA). En mars 1992, est organisé le référendum sur la fin de l'apartheid, qui, bien que réservé à la seule population des blancs sud-africains, donne un résultat sans appel en faveur de la suppression de cette législation discriminatoire. Les premières élections générales sud-africaines non raciales et au suffrage universel de l'histoire du pays sont organisées en 1994 et Nozizwe Madlala-Routledge est élue députée dans le nouveau Parlement. En 1995, on lui diagnostique un cancer du sein ; elle doit endurer six mois de chimiothérapie, soutenue par son mari et ses deux fils.

### Combat contre le sida

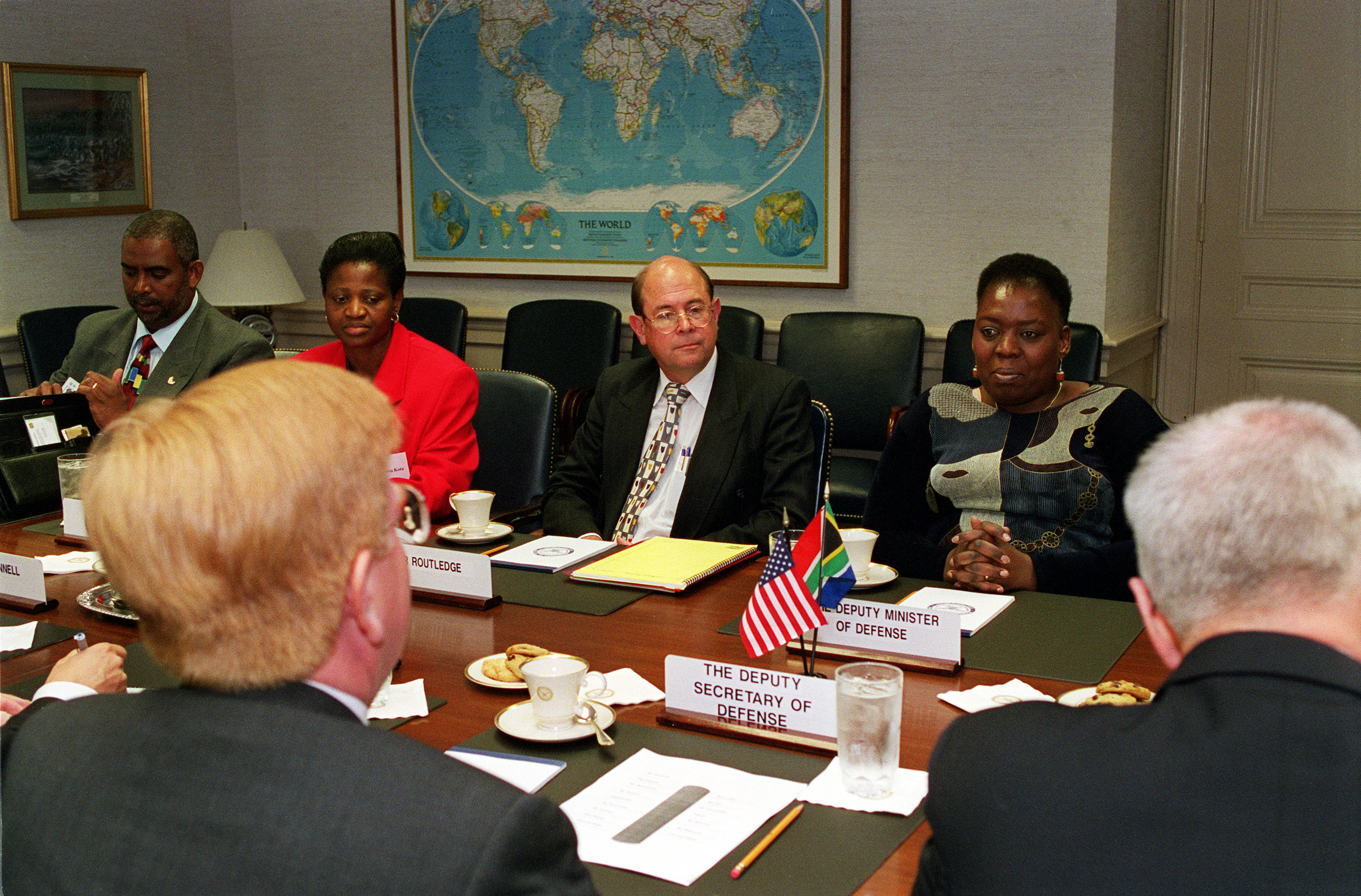
Nozizwe Madlala-Routledge, ministre adjointe de la Défense, en réunion au Pentagone en octobre 2000.

Elle est nommée en 1999 ministre adjointe de la Défense, bien que pacifiste. Elle défend et obtient un contrôle des ventes d'armes légères. Elle met également à disposition du contingent militaire des tests de dépistage du sida et des traitements par antirétroviraux. Ces traitements sont présentés comme une alternative à d'autres méthodes de traitement préconisées par une ministre de la Santé très controversée, Manto Tshabalala-Msimang, qui privilégie des thérapies basées sur une alimentation à base d'ail, d'huile d'olive et de patates douces, pour relever les défenses immunitaires. Nozizwe Madlala-Routledge est convaincue que cela ne peut suffire et qu'il est urgent d'agir autrement, 19 % des militaires étant séropositifs.

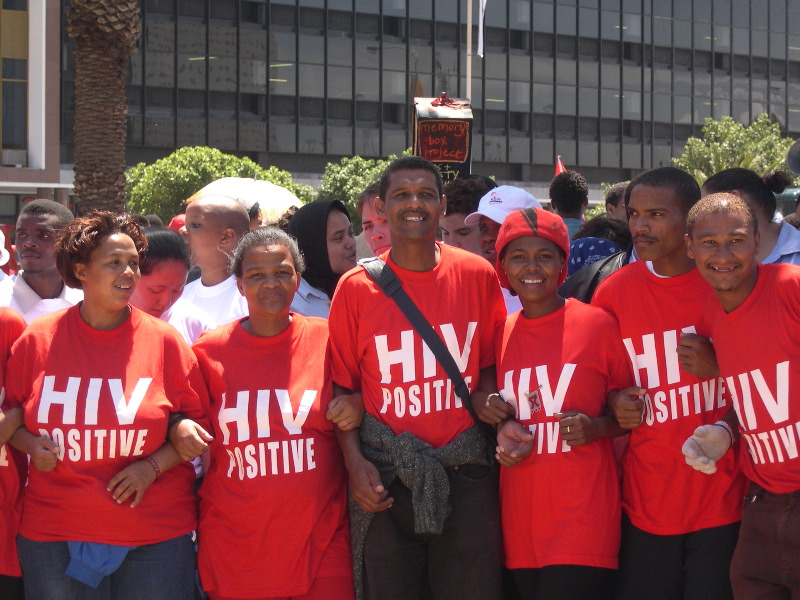
Manifestation du mouvement en devant le parlement en 2003. Photo du site web de Treatment Action Campaign.

En avril 2004, Nozizwe Madlala-Routledge devient vice-ministre déléguée de la Santé, la ministre en titre restant Manto Tshabalala-Msimang. Elle intervient particulièrement dans trois domaines sensibles : la crise du système de gestion de soins, les conditions dans lesquelles les femmes accouchent et la lutte contre le sida. Sur cette dernière préoccupation, encouragée et aidée par son amie Phumzile Mlambo-Ngcuka, elle s'oppose aux approches de sa ministre de tutelle (restée réticente à l'utilisation de médicaments anti-sida) et au déni du président Thabo Mbeki sur la gravité de la situation dans le pays. À l'époque, 5,4 millions de citoyens sud-africains, sur 47 millions, sont infectés par le VIH, soit un des taux les plus élevés du monde. En 2007, en l'absence de Tshabalala Msimang alors en arrêt maladie, elle consulte les organisations non gouvernementales et annonce un nouveau plan de lutte contre le virus du sida, devant faciliter l'accès aux traitements et mettant également l'accent sur la prévention. Elle ose employer l'expression d'« urgence nationale », déclenchant le courroux du chef de l'État. Le 8 août 2007, veille de la Journée internationale de la femme en Afrique du Sud, Nozizwe Madlala-Routledge est démise de sa fonction ministérielle par le président, après avoir refusé de démissionner. Le limogeage est condamné par plusieurs personnalités et par l'association Treatment Action Campaign, une importante organisation anti-sida du pays, qui déclare dans un communiqué : « Ceci est une terrible erreur de jugement qui va nuire à la santé publique et surtout à la réponse à la pandémie du VIH. Cette décision montre que le président reste opposé à une réplique appropriée et scientifique à l'épidémie du Sida. ».

### Autres combats politiques
Elle redevient députée, puis vice-présidente du Parlement sud-africain. Elle en démissionne en 2009. Elle est ensuite directrice exécutive de Inyathelo, un institut sud-africain pour le progrès de la démocratie, et combat également la prostitution à travers une organisation non gouvernementale qu'elle fonde, Embrace Dignity, et en étant directrice non exécutive de la Coalition Against Trafficking in Women - International.
En avril 2014, elle lance la campagne « Votez non » aux côtés d'un autre membre de l'ANC et ancien ministre du gouvernement, Ronnie Kasrils. Cette campagne vise à encourager les gens à voter en signe de protestation ou à voter par bulletin nul lors des élections générales de 2014, afin de protester contre Jacob Zuma, président de la république d'Afrique du Sud depuis le 9 mai 2009, et la corruption perçue de son gouvernement.